# دوغ لي (كرة سلة)
دوغ لي (بالإنجليزية: Doug Lee)‏ مواليد 24 أكتوبر 1964 في واشنطن، هو لاعب كرة سلة أمريكي سابق. بدأ مسيرته الاحترافية في سنة 1988. تم اختياره من قبل فريق هيوستن روكتس خلال الدرافت. حمل الرقم 20. يبلغ طوله 6 قدم 5 بوصة (2.0 م). اعتزل اللعب في 2000.

## المسيرة الاحترافية
لعب مع بروكلين نتس في موسم 1991–1992، ثم لعب مع بروكلين نتس في سنة 1993، ثم لعب مع نادي سيبونا لكرة السلة في موسم 1993–1994، ثم لعب مع سكرامنتو كينغز في موسم 1994–1995.

## روابط خارجية
- دوغ لي على موقع إن بي أي (الإنجليزية)
- دوغ لي على موقع سبورتس رفرنس (الإنجليزية)
- دوغ لي على موقع كرة السلة الأوروبية.كوم (الإنجليزية)
- دوغ لي على موقع كلية كرة السلة في سبورتس رفرنس.كوم (الإنجليزية)
- دوغ لي على موقع ريلجم (الإنجليزية)
- دوغ لي على موقع بروبوليرز (الإنجليزية)